# Cinque Nazioni 1924
Il Cinque Nazioni 1924 (in inglese 1924 Five Nations Championship; in francese Tournoi des Cinq Nations 1924; in gallese Pencampwriaeth y Pum Gwlad 1924) fu la 10ª edizione del torneo annuale di rugby a 15 tra le squadre nazionali di Francia, Galles, Inghilterra, Irlanda e Scozia, nonché la 37ª in assoluto considerando anche le edizioni dell'Home Nations Championship.
Il torneo si risolse con il tredicesimo titolo per l'Inghilterra, al suo secondo Grande Slam consecutivo; la vittoria finale si perfezionò con la conquista della Calcutta Cup al termine di una sostanziale partita-spareggio contro la Scozia: avesse quest'ultimo vinto l'incontro, infatti, avrebbe appaiato gli inglesi in testa alla classifica e condiviso con loro il torneo.
La federazione francese fu costretta a trasferire all'ultim'ora l'incontro d'apertura contro la Scozia allo stadio Pershing di Parigi (costruito dai militari americani alla fine della Grande Guerra) a causa di una piena della Senna che allagò il terreno dello stadio di Colombes.
Il valore delle marcature, come stabilito dall’IRFB nel 1905, era: 3 punti per ciascuna meta (5 se trasformata), 3 punti per la realizzazione di ciascun calcio piazzato o mark, 4 punti per la realizzazione di ciascun drop.

## Nazionali partecipanti e sedi
| Squadra     | Città           | Impianto interno                   |
| ----------- | --------------- | ---------------------------------- |
| Francia     | Colombes Parigi | Stadio di Colombes Stadio Pershing |
| Galles      | Cardiff Swansea | Arms Park St. Helen's              |
| Inghilterra | Londra          | Twickenham                         |
| Irlanda     | Belfast Dublino | Ravenhill Stadium Lansdowne Road   |
| Scozia      | Edimburgo       | Inverleith Sports Ground           |

## Risultati
| Arbitro: | Evan Roberts |

|                                |      |         |
| Galau Jauréguy Moureu Piquiral | mt   | Wallace |
|                                | c.p. | Davies  |
|                                | drop | Waddell |

| Arbitro: | Gus Angus |

|                       |    |                                  |
| Johnson T. Jones Owen | mt | Catcheside (2) Jacob Locke Myers |
|                       | tr | Conway                           |

| Arbitro: | Alfred Lawrie |

|                      |    |  |
| Atkins G. Stephenson | mt |  |

| Arbitro: | J.B. McGowan |

|                                                       |      |                    |
| Bertram Bryce MacPherson I. Smith (3) Waddell Wallace | mt   | Griffiths I. Jones |
| Drysdale (4)                                          | tr   | Male (2)           |
| Drysdale                                              | c.p. |                    |

| Arbitro: | Tommy Vile |

|         |    |                                        |
| Douglas | mt | Catcheside (2) Corbett Hamilton-Wickes |
|         | tr | Conway                                 |

| Arbitro: | Albert Freethy |

|                            |      |           |
| Catcheside Jacob (3) Young | mt   | Ballarin  |
| Conway (2)                 | tr   |           |
|                            | drop | Béhotéguy |

| Arbitro: | Tommy Vile |

|                     |    |                   |
| Bertram Waddell (2) | mt | G. Stephenson (2) |
|                     | tr | G. Stephenson     |

| Arbitro: | J.T. Tulloch |

|                  |      |                                   |
| C. Pugh Richards | mt   | F. Hewitt T. Hewitt H. Stephenson |
|                  | tr   | Crawford (2)                      |
| Watkins          | drop |                                   |

| Arbitro: | Tommy Vile |

|                               |      |  |
| Catcheside Myers W. Wakefield | mt   |  |
| Conway (3)                    | tr   |  |
| Myers                         | drop |  |

| Arbitro: | Ralph Roberts |

|                         |      |                |
| Béhotéguy Lubin-Lebrère | mt   | Finch Rickards |
|                         | drop | Griffiths      |

## Classifica
| Pos | Squadra     | G | V | N | P | PF | PS | DP  | Pt |
| --- | ----------- | - | - | - | - | -- | -- | --- | -- |
| 1   | Inghilterra | 4 | 4 | 0 | 0 | 69 | 19 | +50 | 8  |
| 2   | Scozia      | 4 | 2 | 0 | 2 | 58 | 49 | +9  | 4  |
| 3   | Irlanda     | 4 | 2 | 0 | 2 | 30 | 37 | −7  | 4  |
| 4   | Francia     | 4 | 1 | 0 | 3 | 25 | 45 | −20 | 2  |
| 5   | Galles      | 4 | 1 | 0 | 3 | 39 | 71 | −32 | 2  |